# スケート (原子力潜水艦)
|          |                                |
| 艦歴     |                                |
| 発注     | 1955年7月18日                  |
| 起工     | 1955年7月21日                  |
| 進水     | 1957年5月16日                  |
| 就役     | 1957年12月23日                 |
| 退役     | 1986年9月12日                  |
| その後   | 原子力艦再利用プログラム       |
| 除籍     | 1986年10月30日                 |
| 性能諸元 |                                |
| 排水量   | 水上 2,550トン、水中 2,848トン |
| 全長     | 267.7 ft                       |
| 全幅     | 25 ft                          |
| 吃水     |                                |
| 機関     |                                |
| 最大速   | 水上15.5ノット、水中18ノット   |
| 乗員     | 士官8名、兵員76名              |
| 兵装     | 21インチ魚雷発射管8門          |

スケート (USS Skate, SSN-578) は、アメリカ海軍の原子力潜水艦。スケート級原子力潜水艦の1番艦。艦名はガンギエイ目の総称であるスケートに因む。その名を持つ艦としてはバラオ級潜水艦21番艦(SS-305)以来3隻目。

## 艦歴
スケートは1955年7月21日にコネチカット州グロトンのエレクトリック・ボート社で起工した。1957年5月16日にルイス・L・シュトラウス夫人によって命名、進水し、1957年12月23日に艦長ジェームズ・F・カルヴァート中佐の指揮下就役する。
就役後はニューロンドン沖で整調訓練を1958年1月29日まで行う。続いてバミューダへ巡航を行い、母港には2月8日に帰還した。その16日後、イギリスのポートランド島に向けて出航する。フランスやオランダの港を訪問した後、母港に帰還した。
7月30日、スケートは北極へ向けて出航、海氷下で10日間の作戦活動を行う。この間、9回の浮上を行い、2,400マイルを潜航した。スケートは北極点に到達した2隻目の潜水艦となり、「極氷の危険をものともしない」活動の功績で海軍殊勲部隊章を受章した。8月23日にノルウェーのベルゲンに向かう。スケートはオランダ、ベルギー、フランスの港を訪問し、1958年9月25日にニューロンドンに帰還した。
翌数ヶ月間、スケートは同級初の艦として母港の近海で様々な試験を行った。1959年3月初めに再び北極へ向けて出航、寒冷下および極氷下での作戦活動に従事した。氷の下を3,900マイル航行し、10度の浮上を行う。3月17日に北極点で浮上し、探検家として有名なヒューバート・ウィルキンス卿の遺灰を散布した。スケートは帰還すると、「初の冬期間の極氷下において活動する能力を実証した」艦として2個目の殊勲部隊章の代わりに青銅星章を受章した。1959年の秋から1960年にかけてスケートはアメリカ海軍の対潜水艦防衛能力強化のための演習に参加した。
スケートは定期オーバーホールのため1961年1月にエレクトリック・ボートの乾ドックに入渠し、初の燃料交換を行った。8月に復帰し、続く11ヶ月に渡って乗組員の作戦即応性を高めるための訓練を行った。
1962年7月7日、スケートは再び北極へ向けて出航した。5日後にシードラゴン (USS Seadragon, SSN-584) も真珠湾を出航した。2隻の潜水艦は7月31日に合流し、その後1週間を共に行動する。両艦は8月2日に北極点で浮上し公式行事を行い、大西洋艦隊潜水艦隊と太平洋艦隊潜水艦隊の記章が交換された。
スケートはニューロンドンに帰還し、続く数年の間艦隊演習および沿岸での作戦活動に従事した。1965年4月28日にノーフォーク海軍造船所に入渠し、同造船所においてオーバーホールを行う初の原子力潜水艦となった。燃料交換および SUBSAFE 改修が行われ、スケートは1963年のスレッシャー (USS Thresher, SSN-593) の事故後同改修が行われた初めての艦となった。作業は1967年9月に完了した。
カリブ海での海上公試および整調巡航後、スケートはニューロンドンに帰還し、新たな海中での戦術開発および装備の開発のための演習に参加した。
1968年10月、スケートは地中海に配備され第6艦隊と共に2ヶ月間活動した。スケートは1969年3月および4月、1970年10月、1971年2月に再び北極で活動した。そのほかの時期は様々な大西洋艦隊およびNATOの演習に参加した。1971年7月、ノーフォーク海軍造船所で3度目のオーバーホールが行われ、作業完了後1973年11月17日にニューロンドンに帰還した。1974年8月、スケートは大西洋艦隊の1部として作戦活動に従事した。
スケートは1986年9月12日に退役し、1986年10月30日に除籍された。1995年3月6日にピュージェット・サウンド海軍造船所で原子力艦再利用プログラムに従って解体された。